# 沈敬东
沈敬东（1965年—），中國當代藝術家，生於中國江蘇省南京市。其繪畫作品以三度空間表現中國傳統肖像著名。他的工作室位於北京。

## 生平
1984年畢業于南京曉莊師範學校美術班。1991年畢業于南京藝術學院美術系版畫專業，隨後即被分配到南京軍區前線話劇團從事舞臺美術工作至2007年。
2008年，他的創做達到成熟階段，在中國迅速竄紅並且以他的〈英雄系列〉在國際舞台上享有盛名。諸如軍人或是〈人皆英雄〉等作品中，他往往以鮮明的色調(紅、黃、藍、綠)，超越現實的手法表現其對中國人生活嘲諷挑釁。
2012年的作品〈号手〉充分了表現他的風格。
沈敬东的作品收藏者遍佈世界各地，尤其是主演電影《臥虎藏龍》及《火拼時速 2》的章子怡更是他眾多粉絲之一。

## 展览[6]

### 个展
2014年
光鲜（中国今日美术馆）
2011年
继续革命（中国南京3V画廊）
2010年
香港个展（香港•交易广场•一画廊）
2009年
Hero（美国•纽约Volta博览会 )

### 联览
2013年
一百一十五位艺术家的自画像（中国当代美术馆）
2012年
- 意中当代艺术双年展（意大利蒙扎皇家花园）
- 新中国版画展（古巴圣弗朗西斯科艺术博物馆）
- 正经与不正经（中国湖南美伦美术馆）
2011年
- 视觉艺术东西论剑森林美术馆（美国迈阿密佛罗里达）
- 人—-艺术的力量（韩国首尔永殷美术馆）

## 外部連結
- Shen Jingdong's website （页面存档备份，存于）
- Artron （页面存档备份，存于）